# Éphialtès d'Athènes
Pour les articles homonymes, voir Éphialtès.
Sauf précision contraire, les dates de cet article sont sous-entendues « avant l'ère commune » (AEC), c'est-à-dire « avant Jésus-Christ ».
Éphialtès (en grec ancien Ἐφιάλτης / Ephiáltês), parfois francisé Éphialte, est un homme politique et un pionnier du mouvement démocratique athénien. Il ne faut pas le confondre avec le personnage qui trahit Léonidas aux Thermopyles.
Pendant sa carrière militaire, son patriotisme au moment des guerres médiques lui avait valu un prestige considérable et un rôle politique influent. À la fin de des années -460, il supervise des réformes qui déconsidérèrent suffisamment l’Aréopage, bastion traditionnel du conservatisme, pour qu'on ne lui laissât que ses fonctions judiciaires. Ces réformes sont considérées par beaucoup d'historiens modernes comme marqueurs du début de la démocratie pour laquelle Athènes deviendra célèbre. Mais Éphialtès ne vivra pas assez longtemps pour voir naître une démocratie totale car il est ostracisé[réf. nécessaire] et assassiné en -461, et la direction politique d'Athènes passe à son adjoint, Périclès.

## Premiers actes politiques
Éphialtès apparaît d'abord dans l'histoire comme le stratège qui a commandé une flotte athénienne dans la mer Égée en -465. Puis, en -464, un séisme toucha Sparte, causant beaucoup de dégâts matériels et entraînant indirectement la révolte des Hilotes. Comme les Spartiates n'arrivaient pas à mater les rebelles et leur base sur le mont Ithômé, en Messénie, ils ont demandé de l'aide aux villes qui faisaient encore partie de la Ligue hellénique, une alliance formée en -481 contre les Perses. Les Spartiates demandèrent aux Athéniens de les aider car ceux-ci avaient la réputation d'être d'habiles « poliorcètes ». Cette demande engendra de nombreux débats chez les Athéniens quant à ce qu'ils devaient faire. En Août -463, Éphialtès mena une campagne déclinant la demande de Sparte pour réprimer la révolte d'Hilotes. Cimon, l'homme politique athénien le plus influent et général à l'époque, était fortement pro-spartiate et défendait l'envoi d'une assistance militaire. Éphialtès, quant à lui, fait valoir que Sparte et Athènes étaient initialement rivales, et qu'Athènes devait se réjouir du malheur de Sparte plutôt que de l'aider. Cimon, cependant, l'emporta dans le débat, et partit pour Sparte avec 4 000 hoplites. Pourtant, peu de temps après que les Athéniens arrivèrent pour aider les Spartiates, leur aide fut refusée. Par la suite, l'entente entre Sparte et Athènes fut brisée et Cimon fut ostracisé pour son erreur de jugement. La fin de l'ascension de Cimon a donné lieu à l'émergence d'un mouvement démocratique plus radical dirigé par Éphialtès.

## Attaque politique de l'Aréopage
Après cet épisode, Éphialtès et ses alliés politiques ont commencé à attaquer l'Aréopage, un conseil composé d'anciens archontes qui était une force traditionnellement conservatrice. Selon Aristote et certains historiens modernes, Athènes avait, depuis environ -470, été régie par une « constitution aréopagite » informelle, sous la direction de Cimon. L’Aréopage avait déjà perdu du prestige en -486, depuis que les archontes étaient tirés au sort. Éphialtès accéléra le processus d'attaque de l'Aréopage en poursuivant certains membres pour mauvaise administration. Après avoir ainsi affaibli le prestige du Conseil, Éphialtès proposa une série de réformes importantes qui répartit les pouvoirs traditionnellement exercés par l'Aréopage entre la Boulè, l’Ecclésia et les tribunaux populaires. Éphialtès enleva à l'Aréopage ses « pouvoirs supplémentaires, à travers lequel il avait la tutelle de la constitution ». L'Aréopage est simplement restée une espèce de haute cour chargée des affaires de meurtres, (y compris quand le meurtre est le fait d'un animal...) et aussi de questions religieuses.

## Mort et héritage
Le succès des réformes d'Éphialtès a été rapidement suivi par l'ostracisme de Cimon, qui laissa à Éphialtès et sa faction le contrôle de l’État. Bien que la démocratie athénienne à part entière ne fût pas encore complètement établie, les réformes d'Éphialtès semblent avoir été un premier exemple de démocratie en Grèce. Éphialtès, cependant, ne vivra pas assez longtemps pour voir le développement de cette nouvelle forme de gouvernement car en -461, il fut assassiné. Les détails de son assassinat ne sont pas connus, mais il existe trois explications différentes de cet évènement. La première source que nous avons sur Éphialtès lui-même et sa mort est Antiphon en -420, qui stipule que l'identité du meurtrier était inconnue. Quatre-vingt-dix ans plus tard, Aristote, dans sa Constitution d'Athènes, précise qu'Aristodicos de Tanagra était le coupable. Une spéculation récente estime qu’Aristodicos de Tanagra faisait partie d'un complot oligarchique et que son allié politique Périclès aurait voulu assassiner Éphialtès afin de gouverner Athènes, ce qu'il fit effectivement pendant plusieurs décennies.
La mort d'Éphialtès et ses conséquences sur la cité athénienne font l'objet de débats entre historiens. Pour Nicole Loraux, son meurtre et l'oubli dont il a fait l'objet sont symptomatiques de la tendance des Athéniens, et des Grecs de l'Antiquité plus largement, à dénier au conflit entre les citoyens son rôle de lien du politique.
En grec moderne, « Efialtes » signifie « cauchemar », car les aristocrates d'Athènes se sont plaints qu'ils le voyaient constamment dans leur sommeil.

## Évocation littéraire
L’assassinat d’Éphialtès et l’enquête qui suit pour retrouver les hommes derrière le complot fait l'objet d'un roman policier historique : The Pericles Commission (2010) par Gary Corby.